# Barbara Szabó
Barbara Szabó (ur. 17 lutego 1990 w Budapeszcie) – węgierska lekkoatletka specjalizująca się w skoku wzwyż.
W 2007 zajęła 15. miejsce na mistrzostwach świata juniorów młodszych. Podczas rozgrywanych rok później mistrzostwach świata do lat 20 w Bydgoszczy nie dostała się do finału skoku wzwyż. Dwa lata później na europejskim czempionacie juniorów uplasowała się na 10. pozycji. Dziesiąta zawodniczka uniwersjady w Kazaniu (2013). W tym samym roku wystartowała w czempionacie globu w Moskwie, jednakże odpadła w eliminacjach, podobnie jak rok później w trakcie mistrzostw Starego Kontynentu w Zurychu. W 2015 na halowym odpowiedniku czempionatu Europy wystąpiła w finale, zajmując ósmą lokatę, natomiast na mistrzostwach świata w Pekinie zajęła odległe miejsce w eliminacjach i zabrakło jej w finale. Rok później Szabó uczestniczyła w kolejnych mistrzostwach Europy w Amsterdamie oraz po raz pierwszy w karierze w igrzyskach olimpijskich, na których zajęła odpowiednio jedenaste i trzydzieste drugie miejsce.
Złota medalistka mistrzostw Węgier i NCAA oraz reprezentantka kraju w drużynowych mistrzostwach Europy.
Studiowała na Western State University w Kolorado.
Rekord życiowy: stadion – 1,94 (28 lipca 2015, Budapeszt); hala – 1,93 (22 lutego 2015, Budapeszt).

## Osiągnięcia
| Rok  | Impreza                                 | Miejsce        | Pozycja           | Wynik |
| ---- | --------------------------------------- | -------------- | ----------------- | ----- |
| 2006 | Gimnazjada                              | Saloniki       | 6. miejsce        | 1,75  |
| 2007 | Mistrzostwa świata juniorów młodszych   | Ostrawa        | 15. miejsce       | 1,65  |
| 2007 | Olimpijski festiwal młodzieży Europy    | Belgrad        | el. – 13. miejsce | 1,70  |
| 2008 | Mistrzostwa świata juniorów             | Bydgoszcz      | el. – 30. miejsce | 1,65  |
| 2009 | Superliga drużynowych mistrzostw Europy | Bergen         | 9. miejsce        | 1,80  |
| 2009 | Mistrzostwa Europy juniorów             | Nowy Sad       | 10. miejsce       | 1,80  |
| 2010 | I liga drużynowych mistrzostw Europy    | Budapeszt      | 10. miejsce       | 1,80  |
| 2013 | I liga drużynowych mistrzostw Europy    | Dublin         | 3. miejsce        | 1,85  |
| 2013 | Uniwersjada                             | Kazań          | 10. miejsce       | 1,80  |
| 2013 | Mistrzostwa świata                      | Moskwa         | el. – 20. miejsce | 1,83  |
| 2014 | I liga drużynowych mistrzostw Europy    | Tallinn        | 6. miejsce        | 1,75  |
| 2014 | Mistrzostwa Europy                      | Zurych         | el. – 17. miejsce | 1,85  |
| 2015 | Halowe mistrzostwa Europy               | Praga          | 8. miejsce        | 1,85  |
| 2015 | II liga drużynowych mistrzostw Europy   | Stara Zagora   | 2. miejsce        | 1,88  |
| 2015 | Mistrzostwa świata                      | Pekin          | el. – 26. miejsce | 1,80  |
| 2016 | Mistrzostwa Europy                      | Amsterdam      | 11. miejsce       | 1,89  |
| 2016 | Igrzyska olimpijskie                    | Rio de Janeiro | el. – 32. miejsce | 1,80  |
| 2017 | III liga drużynowych mistrzostw Europy  | Tel Awiw       | 3. miejsce        | 1,79  |
| 2021 | II liga drużynowych mistrzostw Europy   | Stara Zagora   | 4. miejsce        | 1,85  |
| 2022 | Mistrzostwa Europy                      | Monachium      | el. – 19. miejsce | 1,78  |